# Йожеф Грашші
Йожеф Грашші (угор. Grassy József; 31 грудня 1894 — 5 листопада 1946) — угорський воєначальник, фельдмаршал-лейтенант угорської армії, группенфюрер СС і генерал-лейтенант військ СС.

## Біографія
Учасник Першої світової війни, після закінчення якої зарахований в угорську армію. В 1919-21 роках — викладач Військової академії Святого Людовіка. В 1922 році переведений в Академію Генштабу ,яку закінчив в 1924 році. В тому ж році призначений в штаб 1-ї змішаної бригади. З 1 листопада 1927 року — начальник 3-ї секції Генштабу. З 20 серпня 1929 року — командир 1-го піхотного полку. З 1 серпня 1932 року — начальник штабу 3-ї змішаної бригади. З січня 1935 року — професор тактики Академії Генштабу. 1 листопада 1938 року призначений начальником штабу 4-го армійського корпусу.
З 1 липня 1939 року — командир 7-го піхотного полку. З 1 січня 1941 року — начальник організаційного бюро ВПС у Військовому міністерстві. Один з творців угорських ВПС. З 1 серпня 1941 року — командир 15-ї піхотної бригади, з 17 лютого 1942 року — 15-ї, з 1 квітня 1942 року — 13-ї легкої дивізії. У складі окупаційних військ в Югославії брав участь в антипартизанських і каральних операціях. 15 листопада 1942 року призначений начальником бюро військової підготовки Військового міністерства. З жовтня 1943 року — начальник 2-ї групи (військова підготовка) Генштабу. 15 січня 1944 року залишив службу і переїхав в Німеччину, де 1 березня вступив у війська СС (після приходу до влади в Угорщині Ференца Салаші офіційно повернутий на службу). З 2 листопада 1944 року — командир 25-ї гренадерської дивізії військ СС «Гуняді», з 21 березня 1945 року — одночасно командир 26-ї гренадерської дивізії СС. Окрім цього, йому підкорялись рештки розформованої 33-ї кавалерійської дивізії військ СС. Таким чином, під командуванням Грашші опинились практично всі угорські частини військ СС, проте ці частини були на стадії формування і взяли лише обмежену участь в бойових діях. 6 травня 1945 року потрапив в автокатастрофу і поміщений у шпиталь, де був захоплений американськими військами.
В листопаді 1945 року переданий угорській владі. На процесі в Будапешті 8 січня 1946 року засуджений до страти, після чого переданий югославській владі. На процесі Воєнного трибуналу в Воєводині визнаний винним в масових стратах цивільного населення в Новім Саді і Бачці і 31 жовтня 1946 року засуджений до страти. Повішений.

## Звання
- Полковник (1 листопада 1938)
- Генерал-майор (30 березня 1942)
- Бригадефюрер СС і генерал-майор військ СС (1 березня 1944)
- Фельдмаршал-лейтенант (1 листопада 1944)
- Группенфюрер СС і генерал-лейтенант військ СС (25 березня 1945)

## Нагороди
- Бронзова і срібна медаль «За військові заслуги» (Австро-Угорщина)
- Хрест «За військові заслуги» (Австро-Угорщина) 3-го класу з військовою відзнакою і мечами
- Військовий Хрест Карла
- Залізний хрест 2-го і 1-го класу
- Пам'ятна військова медаль (Угорщина) з мечами